# Семейство астероидов

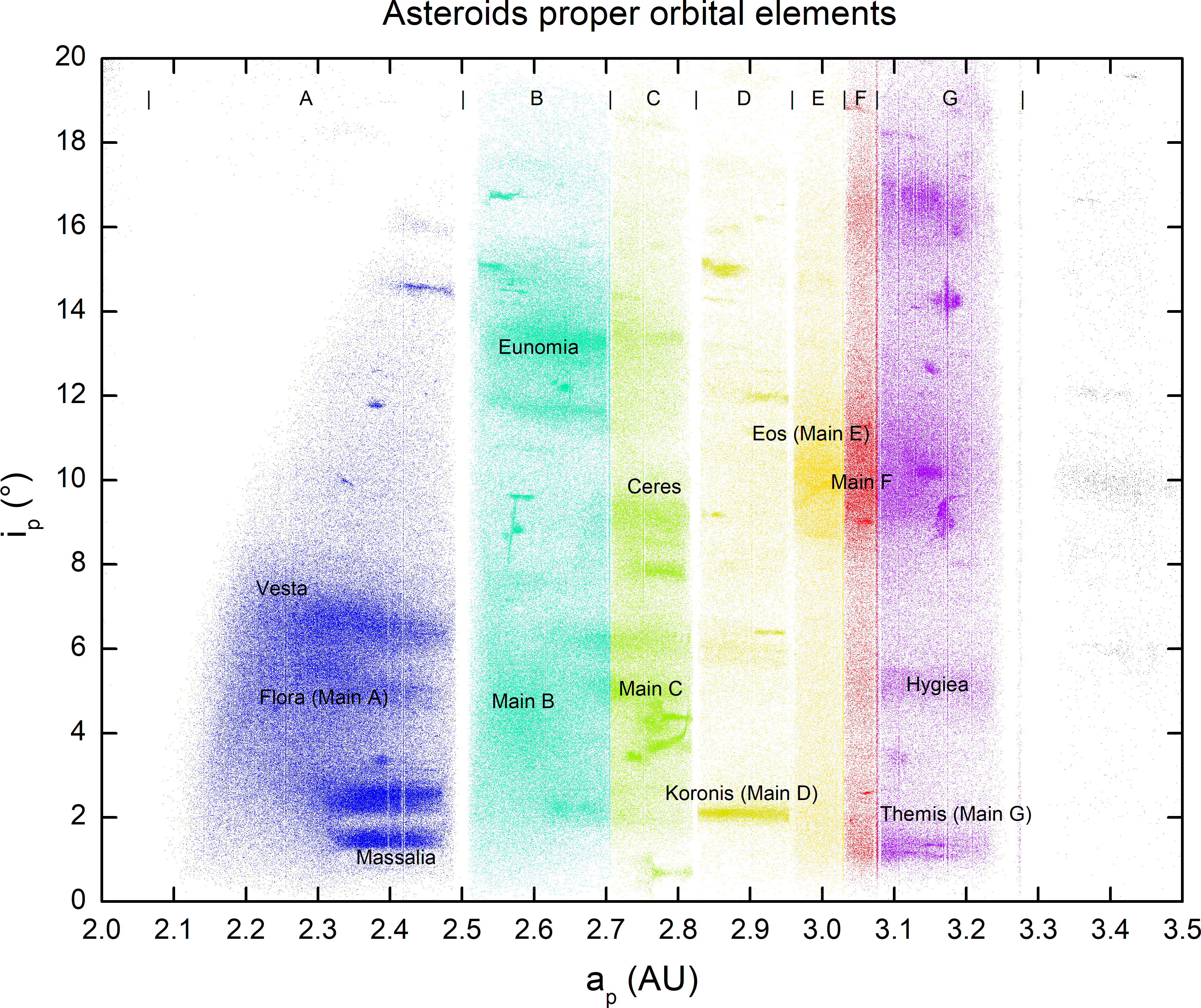
Диаграмма распределения астероидов в зависимости от большой полуоси и наклонения орбиты. Астероидные семейства видны здесь как отдельные сгустки. Щели Кирквуда, соответствующие резонансным орбитам, разделяют диаграмму на несколько частей (A, B+C, D, E+F+G)

Семейство астероидов — группа астероидов, имеющих примерно одинаковые орбитальные характеристики, такие, как большая полуось, эксцентриситет и наклонение орбиты. Астероиды, входящие в состав семейства, как правило, являются фрагментами столкнувшихся в прошлом более крупных астероидов, разрушившихся в результате этого столкновения.

## Характерные особенности

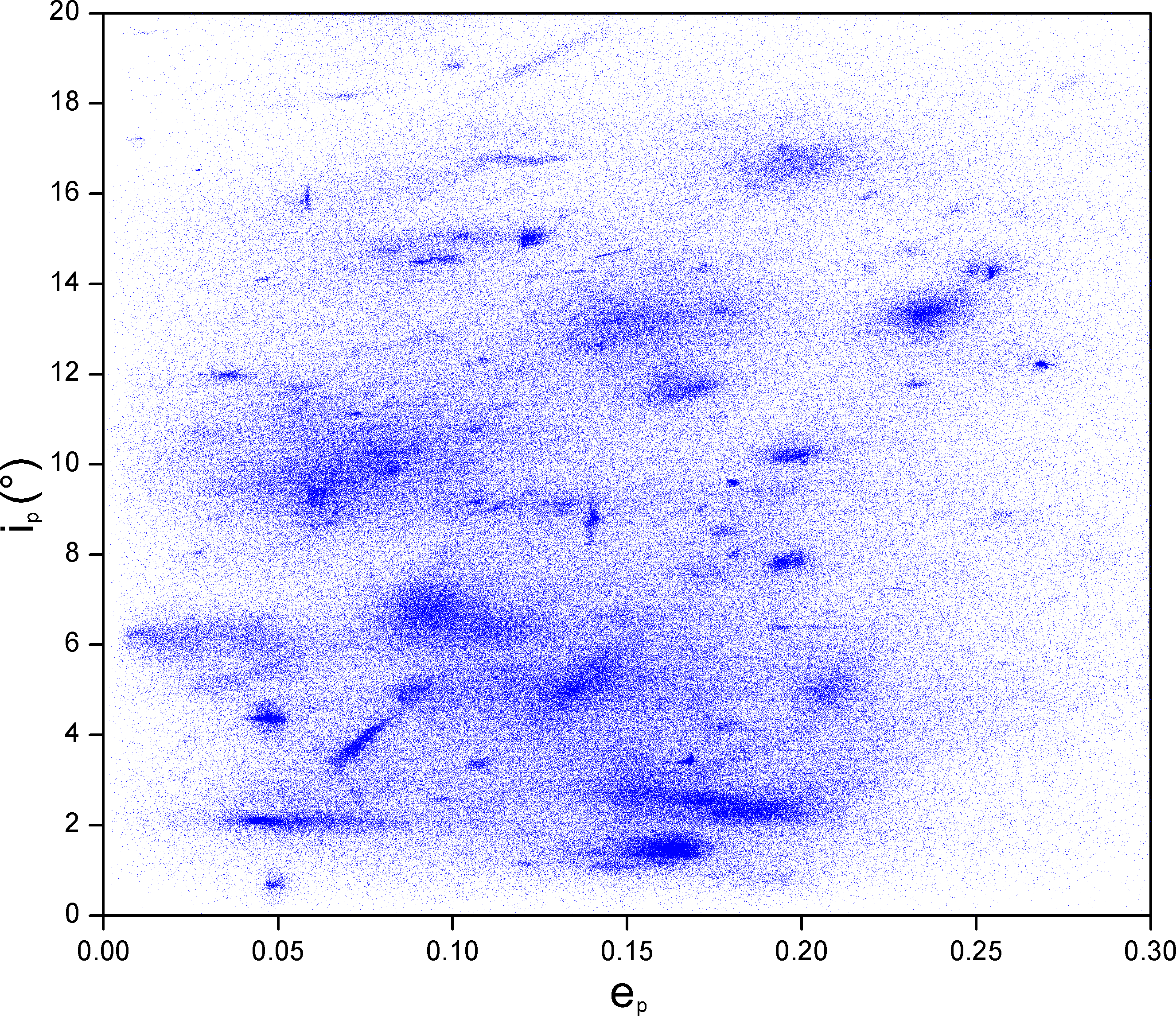
Диаграмма распределения астероидов в зависимости от наклонения орбиты и эксцентриситета

Большие семейства могут содержать сотни крупных астероидов и ещё множество мелких, большинство из которых, вероятно, ещё не открыты. Мелкие семейства могут содержать всего лишь около десятка более-менее крупных астероидов. Почти треть астероидов главного астероидного пояса (от 33 % до 35 %) входят в состав различных семейств.
На данный момент открыто около 20—30 семейств астероидов (официально признанных научным сообществом) и несколько десятков более мелких групп астероидов, которые не получили официальное признание. Большинство семейств находятся в главном поясе астероидов, но есть и такие, которые встречаются за его пределами, например, семейство Паллады, семейство Венгрии, семейство Фокеи, орбиты которых из-за слишком больших (слишком малых) радиусов или значительного наклонения лежат за пределами пояса.
Одно из семейств было найдено даже среди транснептуновых объектов в поясе Койпера, оно связано с карликовой планетой Хаумеа. Некоторые исследователи считают, что и троянские астероиды когда-то образовались в результате разрушения более крупного тела, но чётких доказательств этому пока не найдено.

## Происхождение и эволюция
Семейства предположительно являются фрагментами столкнувшихся и разрушившихся впоследствии крупных астероидов. В большинстве случаев при столкновении родительские астероиды полностью разрушаются, но существуют и такие семейства, в которых родительский астероид остался цел. Если столкнувшийся с астероидом объект был не очень крупным, то он может выбивать многочисленные мелкие фрагменты из астероида, которые потом и составляют семейство, не разрушая его самого. Сюда относятся семейства таких астероидов, как (4) Веста, (10) Гигея и (20) Массалия. В них присутствует крупное центральное тело и множество мелких астероидов, выбитых из его поверхности. Некоторые семейства, например, семейство Флоры, имеют очень сложную внутреннюю структуру, которая до сих пор не имеет удовлетворительного объяснения. Возможно, она связана с тем, что имело место не одно, а несколько крупных столкновений в разные исторические периоды.
Ввиду того, что все астероиды семейства образуются из одного родительского тела, как правило, они все имеют одинаковый состав. Исключением являются только семейства, образовавшиеся из очень крупных астероидов, где уже произошла дифференциация недр. Ярким представителем такого семейства является семейство Весты.
Срок жизни астероидных семейств составляет порядка одного миллиарда лет в зависимости от различных факторов (например, небольшие астероиды покидают семейство быстрее). Это в несколько раз меньше возраста Солнечной системы, таким образом раньше таких семейств могло быть гораздо больше, а существующие семейства астероидов, по сути, являются реликтами ранней Солнечной системы. Существует две основные причины распада астероидного семейства: с одной стороны — это постепенное рассеивание орбит астероидов из-за возмущающего действия гравитации Юпитера, а с другой — столкновения астероидов между собой и дробление их на более мелкие фрагменты. Небольшие астероиды легко подпадают под действие различных небольших возмущающих воздействий, таких, как эффект Ярковского, которые в силу малой массы астероида могут существенно изменять его орбиту за короткий промежуток времени, в результате астероид может постепенно перейти на резонансную с Юпитером орбиту. Оказавшись там, они сравнительно быстро выбрасываются им за пределы пояса астероидов. Предварительные оценки возраста различных семейств дают разброс от нескольких миллионов (семейство Карины) до несколько миллиардов лет. Как полагают учёные, в старых семействах очень мало небольших астероидов. Отсутствие маленьких астероидов является основным критерием определения возраста астероидных семейств.
Предполагается, что самые старые семейства потеряли почти все свои мелкие и средние астероиды и состоят лишь из самых крупных астероидов. Примером остатков таких семейств, возможно является астероиды (9) Метида и (113) Амальтея. Одним из доказательств большой распространённости семейств в прошлом являются результаты химического анализа железных метеоритов. Они показывают, что когда-то существовали, по крайней мере, от 50 до 100 крупных астероидов, в которых произошла дифференциация недр и которые, будучи разрушенными, послужили источником таких метеоритов.

## Определение семейств

Элементы орбит астероидов: стандартные кеплеровы элементы орбиты слева (семейства практически неразличимы) и собственные элементы орбиты справа (семейства хорошо видны на общем фоне)

Если нанести известные элементы орбит астероидов на диаграмму зависимости наклонения орбиты от эксцентриситета (или от большой полуоси), можно легко заметить концентрации астероидов в определённых областях диаграммы. Это и есть семейства.
Строго говоря, семейства и их членов определяют на основе анализа так называемых собственных элементов орбиты, а не стандартных оскулирующих элементов, которые за счёт различных возмущающих факторов изменяются за несколько тысяч лет, в то время как собственные элементы орбиты остаются постоянными в течение десятков миллионов лет.
Японский астроном К. Хираяма (1874—1943) впервые оценил собственные элементы орбит астероидов и первым в 1918 году выявил пять самых крупных семейств, образовавшихся в результате распада более крупного астероида. В его честь эти пять семейств ныне иногда называют семействами Хираямы.
На сегодняшний день использование специальных компьютерных программ обработки результатов наблюдений позволило учёным выявить десятки семейств астероидов. Наиболее эффективными алгоритмами являются «метод иерархической кластеризации» (от англ.  Hierarchical Clustering Method, сокращённо HCM), который ищет астероиды с небольшим расстоянием между собой или до основного астероида, и «метод вейвлет-анализа» (от англ. Wavelet Analysis Method, сокращённо WAM), который строит диаграмму распределения плотности астероидов и находит концентрации на этой диаграмме.
Границы семейств бывают очень расплывчатыми, поскольку вокруг находится ещё множество других астероидов, то по краям они постепенно сливаются с общим фоном главного пояса. По этой причине численность даже относительно хорошо изученных семейств астероидов определена лишь приблизительно, а принадлежность к семейству находящихся рядом с ним астероидов остаётся точно неопределённой.
Кроме того, некоторые «случайные» астероиды из общего окружающего фона могут каким-либо образом оказаться в центральных районах семейства. Поскольку настоящие члены семейства должны иметь приблизительно одинаковый химический состав, выявить такие астероиды на основании анализа их спектральных характеристик, которые будут не совпадать с основной массой астероидов семейства, в принципе, вполне возможно. Самым ярким примером этого случая является малая планета 1 Церера, одно время считавшаяся главным представителем семейства Гефьён, которое тогда называлось в честь неё семейством Цереры. Позже, однако, выяснилось, что Церера не имеет никакого отношения к этому семейству.
Спектральные характеристики могут быть использованы также для определения принадлежности астероидов, находящихся во внешних областях семейства, как это было сделано для семейства Весты, имеющего очень сложную структуру.

## Список семейств
| №  | Название семейства                                    | Главный представитель                                 | Элементы орбиты                                       | Элементы орбиты                                       | Элементы орбиты                                       | Размер семейства                                      | Размер семейства                                      | Альтернативное название                               |
| -  | Название семейства                                    | Главный представитель                                 | a (а. е.)                                             | e                                                     | i (°)                                                 | % от всех астероидов главного пояса                   | Число астероидов в семействе                          | Альтернативное название                               |
| -  | Самые известные семейства в пределах главного пояса:  | Самые известные семейства в пределах главного пояса:  | Самые известные семейства в пределах главного пояса:  | Самые известные семейства в пределах главного пояса:  | Самые известные семейства в пределах главного пояса:  | Самые известные семейства в пределах главного пояса:  | Самые известные семейства в пределах главного пояса:  | Самые известные семейства в пределах главного пояса:  |
| -- | ----------------------------------------------------- | ----------------------------------------------------- | ----------------------------------------------------- | ----------------------------------------------------- | ----------------------------------------------------- | ----------------------------------------------------- | ----------------------------------------------------- | ----------------------------------------------------- |
| 1  | Семейство Флоры                                       | (8) Флора                                             | 2,15 ... 2,35                                         | 0,03 ... 0,23                                         | 1,5 … 8,0                                             | 4-5 %                                                 | 7438?                                                 | Семейство Ариадны, в честь астероида (43) Ариадна     |
| 2  | Семейство Весты                                       | (4) Веста                                             | 2,26 ... 2,48                                         | 0,03 ... 0,16                                         | 5,0 ... 8,3                                           | 6 %                                                   | 6051                                                  | —                                                     |
| 3  | Семейство Эвномии                                     | (15) Эвномия                                          | 2,53 ... 2,72                                         | 0,08 ... 0,22                                         | 11,1 ... 15,8                                         | 5 %                                                   | 4649                                                  | —                                                     |
| 4  | Семейство Эос                                         | (221) Эос                                             | 2,99 ... 3,03                                         | 0,01 ... 0,13                                         | 8 ... 12                                              | —                                                     | 4400                                                  | —                                                     |
| 5  | Семейство Хильды                                      | (153) Хильда                                          | 3,7 ... 4,2                                           | >0,07                                                 | <20°                                                  | —                                                     | 1100                                                  |                                                       |
| 6  | Семейство Гигеи                                       | (10) Гигея                                            | 3,06 ... 3,24                                         | 0,09 ... 0,19                                         | 3,5 ... 6,8                                           | 1 %                                                   | 1043                                                  | —                                                     |
| 7  | Семейство Фемиды                                      | (24) Фемида                                           | 3,08 ... 3,24                                         | 0,09 ... 0,22                                         | 0 … 3                                                 | —                                                     | 535                                                   | —                                                     |
| 8  | Семейство Нисы                                        | (44) Ниса                                             | 2,41 ... 2,5                                          | 0,12 ... 0,21                                         | 1,5 ... 4,3                                           | —                                                     | 380                                                   | Семейство Герты, в честь астероида (135) Герта        |
| 9  | Семейство Корониды                                    | (158) Коронида                                        | 2,83 ... 2,91                                         | 0 ... 0,11                                            | 0 ... 3,5                                             | —                                                     | 310                                                   | —                                                     |
| -  | Другие менее многочисленные семейства главного пояса: | Другие менее многочисленные семейства главного пояса: | Другие менее многочисленные семейства главного пояса: | Другие менее многочисленные семейства главного пояса: | Другие менее многочисленные семейства главного пояса: | Другие менее многочисленные семейства главного пояса: | Другие менее многочисленные семейства главного пояса: | Другие менее многочисленные семейства главного пояса: |
| 10 | Семейство Августы                                     | (254) Августа                                         | —                                                     | —                                                     | —                                                     | —                                                     | 23                                                    | —                                                     |
| 11 | Семейство Адеоны                                      | (145) Адеона                                          | —                                                     | —                                                     | —                                                     | —                                                     | 65                                                    | —                                                     |
| 12 | Семейство Астрид                                      | (1128) Астрид                                         | 2,78 ... 2,79                                         | —                                                     | —                                                     | —                                                     | 11                                                    | —                                                     |
| 13 | Семейство Бауэра                                      | (1639) Бауэр                                          | —                                                     | —                                                     | —                                                     | —                                                     | 13                                                    | Семейство Эндимиона, в честь астероида (342) Эндимион |
| 14 | Семейство Бразилии                                    | (293) Бразилия                                        | —                                                     | —                                                     | —                                                     | —                                                     | 14                                                    | —                                                     |
| 15 | Семейство Марии                                       | (170) Мария                                           | 2,5 ... 2,706                                         | —                                                     | 12 ... 17                                             | —                                                     | 81                                                    | —                                                     |
| 16 | Семейство Гефьён                                      | (1272) Гефьён                                         | 2,74 ... 2,82                                         | 0,08 ... 0,18                                         | 7,4 ... 10,5                                          | 0,8 %                                                 | 89                                                    | Семейство Минервы, в честь астероида (93) Минерва     |
| 17 | Семейство Хлориды                                     | (410) Хлорида                                         | 2,71 ... 2,74                                         | —                                                     | —                                                     | —                                                     | 24                                                    | —                                                     |
| 18 | Семейство Доры                                        | (668) Дора                                            | 2,77 ... 2,80                                         | —                                                     | —                                                     | —                                                     | 78                                                    | —                                                     |
| 19 | Семейство Эригоны                                     | (163) Эригона                                         | —                                                     | —                                                     | —                                                     | —                                                     | 47                                                    | —                                                     |
| 20 | Семейство Кибелы                                      | (65) Кибела                                           | 3,27 … 3,7                                            | <0,3                                                  | 25°                                                   | —                                                     | 11                                                    | —                                                     |
| 21 | Семейство Карины                                      | (832) Карин                                           | —                                                     | —                                                     | —                                                     | —                                                     | 90                                                    | —                                                     |
| 22 | Семейство Лидии                                       | (110) Лидия                                           | —                                                     | —                                                     | —                                                     | —                                                     | 38                                                    | Семейство Падуи, в честь астероида (363) Падуя        |
| 23 | Семейство Массалии                                    | (20) Массалия                                         | 2,37 ... 2,45                                         | 0,12 ... 0,21                                         | 0,4 ... 2,4                                           | 0,8 %                                                 | 47                                                    | —                                                     |
| 24 | Семейство Мелибеи                                     | (137) Мелибея                                         | —                                                     | —                                                     | —                                                     | —                                                     | 15                                                    | —                                                     |
| 25 | Семейство Мерксии                                     | (808) Мерксия                                         | —                                                     | —                                                     | —                                                     | —                                                     | 28                                                    | —                                                     |
| 26 | Семейство Мисы                                        | (569) Миса                                            | —                                                     | —                                                     | —                                                     | —                                                     | 26                                                    | —                                                     |
| 27 | Семейство Наэмы                                       | (845) Наэма                                           | —                                                     | —                                                     |                                                       | —                                                     | 7                                                     | —                                                     |
| 28 | Семейство Немезиды                                    | (128) Немезида                                        | —                                                     | —                                                     | —                                                     | —                                                     | 29                                                    | Семейство Конкордии, в честь астероида (58) Конкордия |
| 29 | Семейство Рафиты                                      | (1644) Рафита                                         | —                                                     | —                                                     | —                                                     | —                                                     | 22                                                    | Семейство Камерона, в честь астероида (2980) Камерон  |
| 30 | Семейство Веритас                                     | (490) Веритас                                         | —                                                     | —                                                     | —                                                     | —                                                     | 29                                                    | Семейство Ундины, в честь астероида (92) Ундина       |
| 31 | Семейство Теобальды                                   | (778) Теобальда                                       | 3,16 ... 3,19                                         | 0,24 ... 0,27                                         | 14 ... 15                                             | —                                                     | 6                                                     | —                                                     |
| 32 | Семейство Гантриш                                     | (3330) Гантриш                                        |                                                       |                                                       |                                                       | —                                                     | 14                                                    | —                                                     |
| 33 | Семейство Нохавицы                                    | (6539) Нохавица                                       |                                                       |                                                       |                                                       | —                                                     | 7                                                     | —                                                     |
| 34 | Семейство Оджилви                                     | (3973) Оджилви                                        |                                                       |                                                       |                                                       | —                                                     | 6                                                     | —                                                     |
| 35 | Семейство Сатц                                        | (5300) Сатц                                           |                                                       |                                                       |                                                       | —                                                     | 6                                                     | —                                                     |
| 36 | Семейство Икенозенни                                  | (4945) Икенозенни                                     |                                                       |                                                       |                                                       | —                                                     | 6                                                     | —                                                     |
| 37 | Семейство Глерниш                                     | (2914) Глерниш                                        |                                                       |                                                       |                                                       | —                                                     | 5                                                     | —                                                     |
| 38 | Семейство EG1                                         | (8454) 1981 EG1                                       |                                                       |                                                       |                                                       | —                                                     | 5                                                     | —                                                     |
| 39 | Семейство EO19                                        | (12203) 1981 EO19                                     |                                                       |                                                       |                                                       | —                                                     | 7                                                     | —                                                     |
| 40 | Семейство Асты                                        | (1041) Аста                                           |                                                       |                                                       |                                                       | —                                                     | 7                                                     | —                                                     |
| 41 | Семейство Эолии                                       | (396) Эолия                                           |                                                       |                                                       |                                                       | —                                                     | 7                                                     | —                                                     |
| 42 | Семейство Бернеса                                     | (3038) Бернес                                         |                                                       |                                                       |                                                       | —                                                     | 6                                                     | —                                                     |
| 43 | Семейство Цеплехи                                     | (2198) Цеплеха                                        |                                                       |                                                       |                                                       | —                                                     | 6                                                     | —                                                     |
| 44 | Семейство Деяниры                                     | (157) Деянира                                         |                                                       |                                                       |                                                       | —                                                     | 5                                                     | —                                                     |
| 45 | Семейство Фаины                                       | (751) Фаина                                           |                                                       |                                                       |                                                       | —                                                     | 12                                                    | —                                                     |
| 46 | Семейство Амнериды                                    | (871) Амнерида                                        |                                                       |                                                       |                                                       | —                                                     | 22                                                    | Подсемейство семейства Флоры                          |
| 47 | Семейство Ханко                                       | (2299) Ханко                                          |                                                       |                                                       |                                                       | —                                                     | 9                                                     | —                                                     |
| 48 | Семейство Хенана                                      | (2085) Хенан                                          | 2,69 ... 2,76                                         |                                                       |                                                       | —                                                     | 22                                                    | Семейство Лаврова, в честь астероида (2354) Лавров    |
| 49 | Семейство Гестии                                      | (46) Гестия                                           |                                                       |                                                       |                                                       | —                                                     | 10                                                    | —                                                     |
| 50 | Семейство Хофмейстера                                 | (1726) Хофмейстер                                     |                                                       |                                                       |                                                       | —                                                     | 22                                                    | —                                                     |
| 51 | Семейство Джерома                                     | (1454) Джером                                         |                                                       |                                                       |                                                       | —                                                     | 11                                                    | —                                                     |
| 52 | Семейство Юноны                                       | (3) Юнона                                             |                                                       |                                                       |                                                       | —                                                     | 9                                                     | —                                                     |
| 53 | Семейство Килопи                                      | (3142) Килопи                                         |                                                       |                                                       |                                                       | —                                                     | 8                                                     | —                                                     |
| 54 | Семейство Лаодики                                     | (507) Лаодика                                         |                                                       |                                                       |                                                       | —                                                     | 5                                                     | —                                                     |
| 55 | Семейство Либератрикс                                 | (125) Либератрикс                                     |                                                       |                                                       |                                                       | —                                                     | 44                                                    | —                                                     |
| 56 | Семейство Неле                                        | (1547) Неле                                           |                                                       |                                                       |                                                       | —                                                     | 6                                                     | —                                                     |
| 57 | Семейство Ноктюрны                                    | (1298) Ноктюрна                                       |                                                       |                                                       |                                                       | —                                                     | 18                                                    | —                                                     |
| 59 | Семейство Пуланы                                      | (142) Пулана                                          |                                                       |                                                       |                                                       | —                                                     | 102                                                   | Подсемейство семейства Нисы                           |
| 60 | Семейство Региниты                                    | (1117) Регинита                                       |                                                       |                                                       |                                                       | —                                                     | 19                                                    | Подсемейство семейства Флоры                          |
| 61 | Семейство Симпсона                                    | (4788) Симпсон                                        |                                                       |                                                       |                                                       | —                                                     | 7                                                     | —                                                     |
| 62 | Семейство Суламиты                                    | (752) Суламита                                        |                                                       |                                                       |                                                       | —                                                     | 7                                                     | —                                                     |
| 63 | Семейство Тайюань                                     | (2514) Тайюань                                        |                                                       |                                                       |                                                       | —                                                     | 9                                                     | —                                                     |
| 64 | Семейство Цуругисан                                   | (4097) Цуругисан                                      |                                                       |                                                       |                                                       | —                                                     | 5                                                     | —                                                     |
| 65 | Семейство Туники                                      | (1070) Туника                                         |                                                       |                                                       |                                                       | —                                                     | 11                                                    | —                                                     |
| 66 | Семейство Вибилии                                     | (144) Вибилия                                         |                                                       |                                                       |                                                       | —                                                     | 6                                                     | —                                                     |
| 67 | Семейство Винцентины                                  | (366) Винчентина                                      |                                                       |                                                       |                                                       | —                                                     | 8                                                     | —                                                     |
| 68 | Семейство Фокеи                                       | (25) Фокея                                            |                                                       |                                                       |                                                       | —                                                     |                                                       | —                                                     |
| 69 | Семейство Алинды                                      | (887) Алинда                                          |                                                       |                                                       |                                                       | —                                                     |                                                       | —                                                     |
| 70 | Семейство Гриква                                      | (1362) Гриква                                         |                                                       |                                                       |                                                       | —                                                     |                                                       | —                                                     |
| 71 | Семейство Венгрии                                     | (434) Венгрия                                         |                                                       |                                                       |                                                       | —                                                     |                                                       | —                                                     |
| 72 | Семейство Ватсонии                                    | (729) Ватсония                                        | 2,74 ... 2,79                                         |                                                       |                                                       | —                                                     | 7                                                     | —                                                     |
| 73 | Семейство Верингии                                    | (226) Верингия                                        | 2,71 ... 2,78                                         |                                                       |                                                       | —                                                     | 4                                                     | —                                                     |
| 74 | Семейство Евгении                                     | (45) Евгения                                          | 2,72 ... 2,77                                         |                                                       |                                                       | —                                                     | 11                                                    | —                                                     |
| 75 | Семейство Целестины                                   | (237) Целестина                                       | 2,72 ... 2,78                                         | 0,08 ... 0,10                                         |                                                       | —                                                     | 7                                                     | —                                                     |
| 76 | Семейство Фисбы                                       | (88) Фисба                                            | 2,70 ... 2,77                                         |                                                       |                                                       | —                                                     | 4                                                     | —                                                     |
| 77 | Семейство Фео                                         | (322) Фео                                             | 2,77 ... 2,80                                         |                                                       |                                                       | —                                                     | 4                                                     | —                                                     |
| 78 | Семейство Беллоны                                     | (28) Беллона                                          | 2,75 ... 2,81                                         |                                                       |                                                       | —                                                     | 9                                                     | —                                                     |
| 79 | Семейство Агнии                                       | (847) Агния                                           | 2,76 ... 2,81                                         |                                                       |                                                       | —                                                     | 16                                                    | —                                                     |
| 80 | Семейство Мениппы                                     | (188) Мениппа                                         | 2,69 ... 2,76                                         |                                                       |                                                       | —                                                     | 4                                                     | —                                                     |
| 81 | Семейство Паллады                                     | (2) Паллада                                           |                                                       |                                                       |                                                       | —                                                     |                                                       | —                                                     |
|    | ТНО семейства:                                        |                                                       |                                                       |                                                       |                                                       |                                                       |                                                       |                                                       |
| 82 | Семейство Хаумеа                                      | (136108) Хаумеа                                       | ~43                                                   | ~0,19                                                 | ~28                                                   | —                                                     | —                                                     | —                                                     |